# 豊洲運河

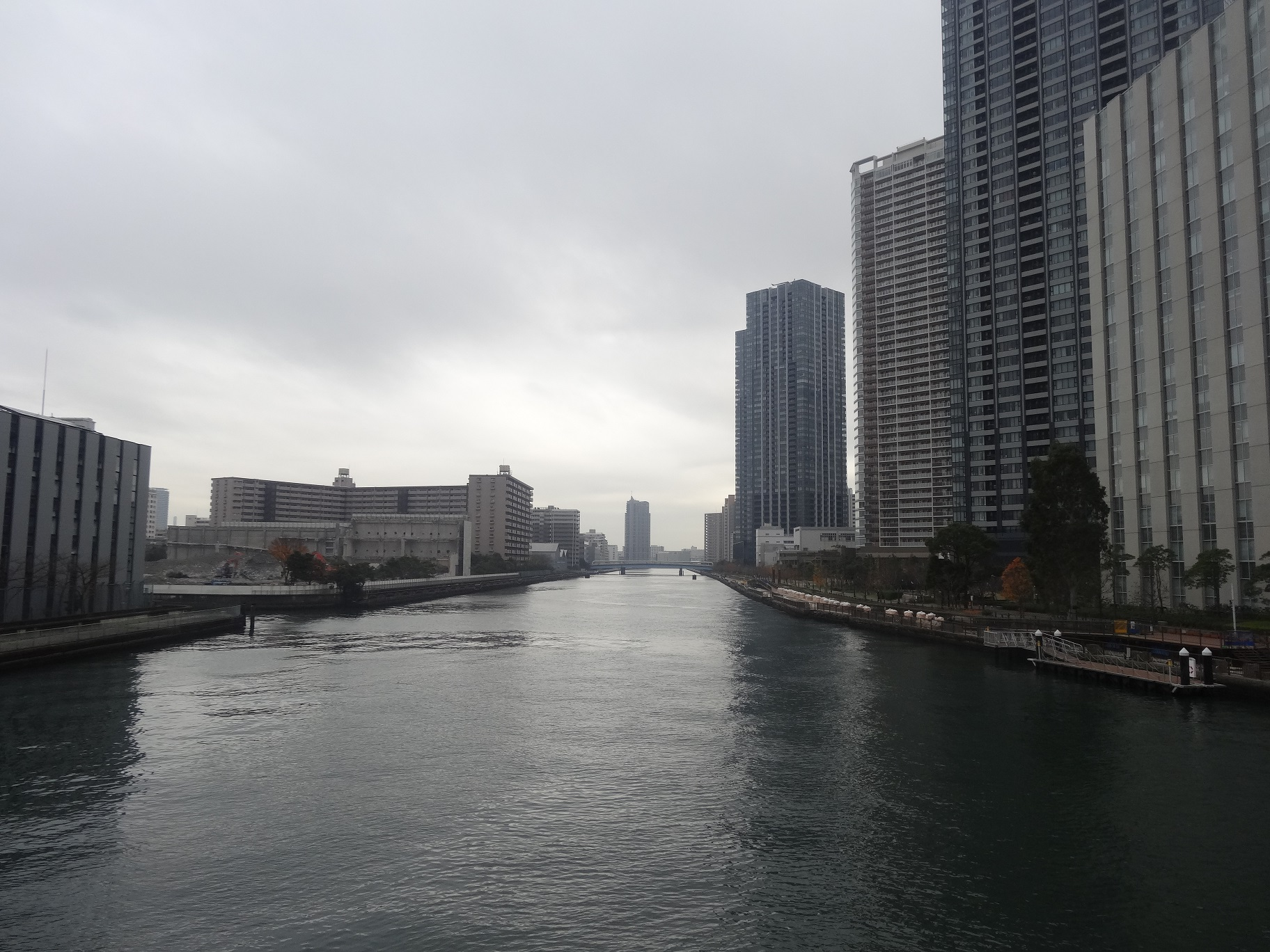
豊洲運河

豊洲運河（とよすうんが）は、東京都江東区豊洲と江東区越中島・塩浜・枝川の間を流れる運河である。汐浜運河と汐見運河が注ぐ。

## 橋梁
- 豊洲水門
- 豊洲橋
- 朝凪橋

## 流域の施設
- 芝浦工業大学豊洲キャンパス
- 江東区立豊洲北小学校
- 清水建設技術研究所
- キャナルワーフタワーズ
- 東京都立第三商業高等学校

| スタブアイコン | サブスタブ | この項目は、まだ閲覧者の調べものの参照としては役立たない、東京都に関連した書きかけの項目です。この項目を加筆・訂正などしてくださる協力者を求めています（P:日本の都道府県/東京都）。 |

座標: 北緯35度39分37秒 東経139度47分52秒 / 北緯35.66028度 東経139.79778度